# Kirby : Le Pinceau du pouvoir
 (octobre 2019).
Si vous disposez d'ouvrages ou d'articles de référence ou si vous connaissez des sites web de qualité traitant du thème abordé ici, merci de compléter l'article en donnant les références utiles à sa vérifiabilité et en les liant à la section « Notes et références ».
Kirby : Le Pinceau du pouvoir (ou Kirby: Canvas Curse aux États-Unis, Touch! Kirby (タッチ!カービィ, Tacchi! Kābī) au Japon et Kirby: Power Paintbrush dans certains pays d'Europe) est un jeu vidéo de plate-forme sorti sur Nintendo DS en 2005, dont le héros est Kirby.

## Synopsis
Un jour, un portail apparu à Dream Land. En sorti une sorcière appelée Crayonna qui changea Dream Land en tableau et Kirby en ballon. À l'aide du pinceau du pouvoir, Kirby part à l'aventure afin de vaincre Crayonna et rendre à Dream Land son état d'origine.

## Système de jeu
Le joueur dirige Kirby avec l'écran tactile exclusivement, il peut le faire avancer en cliquant dessus, vaincre les ennemis en les percutant après les avoir sonnés (en cliquant dessus). Il peut aussi copier les capacités des ennemis qu'il percute. Kirby ne faisant qu'avancer, le joueur le dirige indirectement en dessinant des plates-formes sur l'écran, qui le font se déplacer dans la direction vers laquelle le trait est dessiné, et qui permettent d'atteindre n'importe quel endroit grâce à la gravité peu élevée. Le joueur fait par exemple un tremplin, qui permet à Kirby de prendre de la hauteur, et dessine ensuite une « route » qui monte sous Kirby continuer de le faire monter. Il peut l'arrêter et le forcer au demi-tour en dessinant un mur devant lui, murs qui peuvent aussi servir à arrêter des tirs ennemis et protéger Kirby.

## À noter
- La plupart des musiques du jeu proviennent de Kirby 64: The Crystal Shards et de Kirby: Nightmare in Dream Land/Kirby's Adventure.